# Clitômaco
Clitômaco (português brasileiro) ou Clitómaco (português europeu) (em grego:  Κλειτόμαχος; 187/6–110/09 a.c) originalmente chamado Asdrúbal, foi um cartaginês que veio para Atenas em 163/2 a.C. e estudou filosofia sob Carnéades. Clitômaco se tornou chefe da Academia cerca de 127/6 a.C. um cético Acadêmico como o seu mestre.

## Vida
Clitômaco nasceu em Cartago em 187/6 a.C., e ele foi originalmente chamado Asdrúbal. Ele veio para Atenas em 163/2 a.C., quando ele tinha cerca de 24 anos de idade. Lá ligou-se ao fundador da Nova Academia, o filósofo Carnéades, sob cuja orientação ele passou a ser um dos seus discípulos mais ilustres desta escola, também estudou ao mesmo tempo a filosofia dos estoicos e dos peripatéticos. Em 127/6 a.C., dois anos após a morte de Carnéades, se tornou o chefe efetivo (escolarca) da Academia e continuou a ensinar em Atenas até 111 a.C.. Clitômaco morreu em 110/09 a.C. e foi sucedido por Filon de Larissa.

## Escritos
De suas obras, que somaram 400 livros, apenas alguns títulos foram preservados. Seu principal objeto ao escrevê-las era ensinar sobre a filosofia de seu mestre Carnéades, cujas visões ele nunca discordou. Clitômaco continuou a residir em Atenas até o fim de sua vida, mas sempre continuou a acalentar uma forte afeição por seu país natal então quando Cartago foi tomada em 146 a.C., ele escreveu uma obra para consolar seus compatriotas infelizes. Este trabalho, que Cícero diz ter lido, foi tirado de um discurso de Carnéades e tinha a intenção de apresentar o consolo que a filosofia fornece, mesmo sob as maiores calamidades. Seu trabalho foi muito considerado por Cícero, que baseou seus trabalhos De Natura, De Divinatione e De Fato em uma obra de Clitômaco que ele chamou de  "Na retenção do Consentimento (em latim: De Sustinendis Offensionibus).
Clitômaco provavelmente tratou a história da filosofia em sua obra sobre seitas filosóficas Das escolas do pensamento(em grego:  περί αἱρέσεων).
Duas das obras Clitômaco são conhecidas por terem sido dedicadas a romanos proeminente, o poeta Lucílio e o uma vez cônsul Lúcio Márcio Censorino, sugerindo que seu trabalho foi conhecido e apreciado em Roma.

## BIbliografia
- Vário autores, A Dictionary of Greek and Roman biography and mythology, 1813-1893.